# Peinture biodégradable
Une peinture biodégradable ou peinture temporaire est une peinture composée de colorants et de liants naturels. Elle est utilisée pour les marquages au sol pour les évènements sportifs. Peinte sur les surfaces bois, pierre, herbe, ciments ou goudrons elle disparait ensuite par action mécanique ou par pluie.

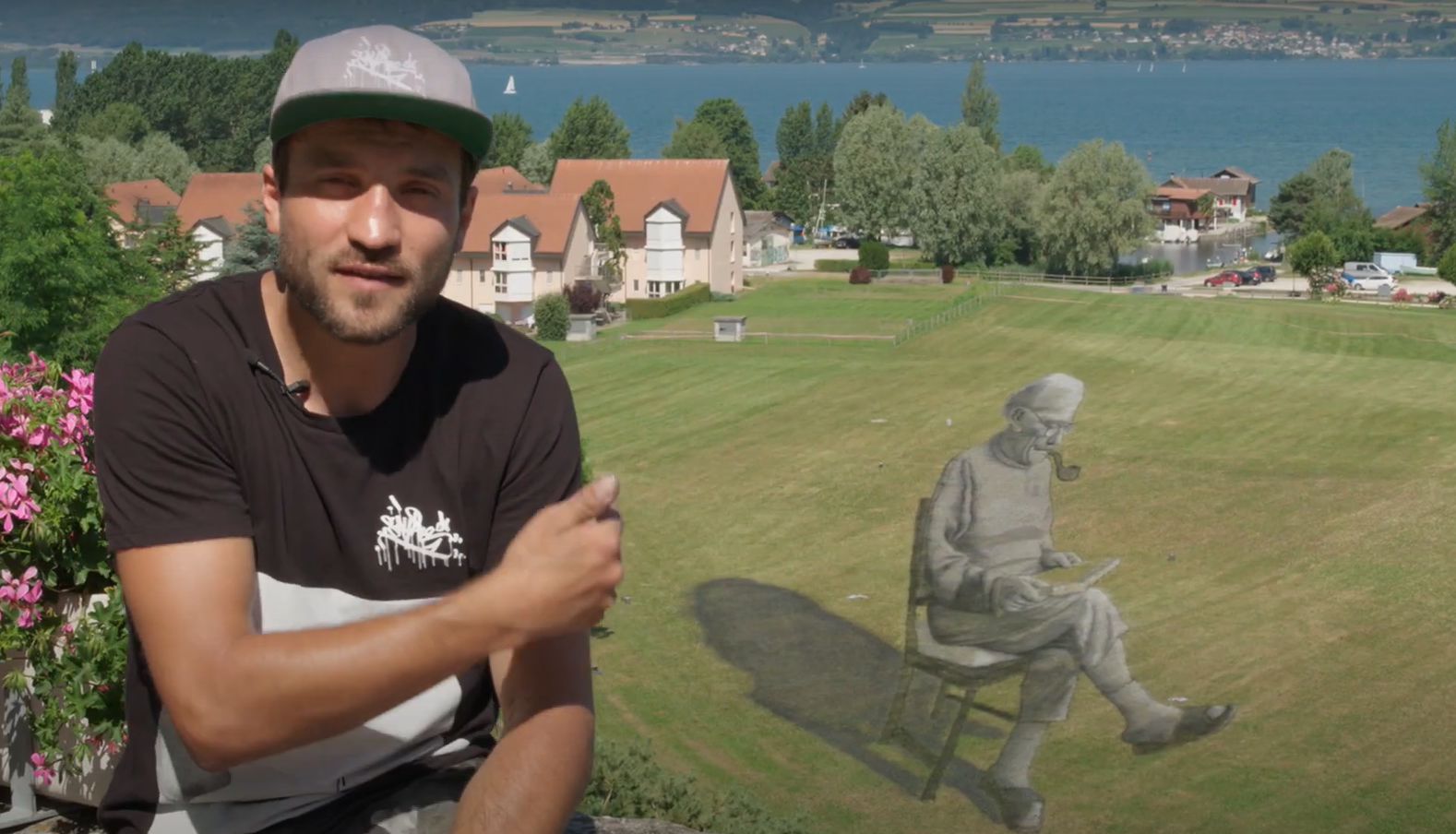
Saype posant devant une de ses œuvres le 5 juillet 2019

Cette peinture connait une notoriété certaine grâce au peintre Saype qui la fabrique lui-même. Ses œuvres sont à base de peinture composée d'eau, de blanc de Meudon, de charbon et de caséine.
Les billes d'airsoft autrefois en matière non compostable et en pétrole commencent à être fabriquées en version dégradable.